# Grandmaster Flash
Joseph Saddler (Bridgetown, 1 januari 1958) is als dj met bijnaam Grandmaster Flash een van de pioniers van hiphop. Tijdens de jaren 70 in the Bronx (New York) maakt hij met twee kopieën van een plaat nieuwe nummers door de drumsolo's (breaks) aan elkaar te mixen. Zelf beweert hij de eerste te zijn die dit deed, alhoewel DJ Kool Herc er volgens velen al eerder mee bezig was.
Grandmaster Flash wordt wel beschouwd als de eerste om deze breaks te herhalen door de plaat met zijn hand vooruit en achteruit te duwen. Hij noemt deze techniek 'cutting', later wordt het 'scratchen' genoemd. Hij is ook de eerste dj die tijdens het draaien stunts uithaalt, zoals achterstevoren gaan staan en de platen achter z'n rug te scratchen.
Een van de bekendste breaks die Grandmaster Flash gebruikte was de "Apache Break". Deze is afkomstig uit het nummer Apache van de Incredible Bongo Band.
Met zijn groep The Furious Five brengt hij in 1981 The Adventures of Grandmaster Flash on the Wheels of Steel uit, waarop hij zijn 'dj-skills' laat horen. In 1982 scoren ze een hit met The Message, waarin over de moeilijkheden van het leven in de zwarte getto's gerapt wordt. Dit is volgens velen de eerste hiphopplaat met een sterke sociale boodschap.
In 1983 trad hij op in de documentairefilm Wild Style.
In 2007 werd Grandmaster Flash and the Furious Five de eerste hiphopgroep ooit die werd ingewijd in de Rock and Roll Hall of Fame.
In 2019 ontvangt Grandmaster Flash als eerste Hip-Hop artiest de Polar Music Prize.

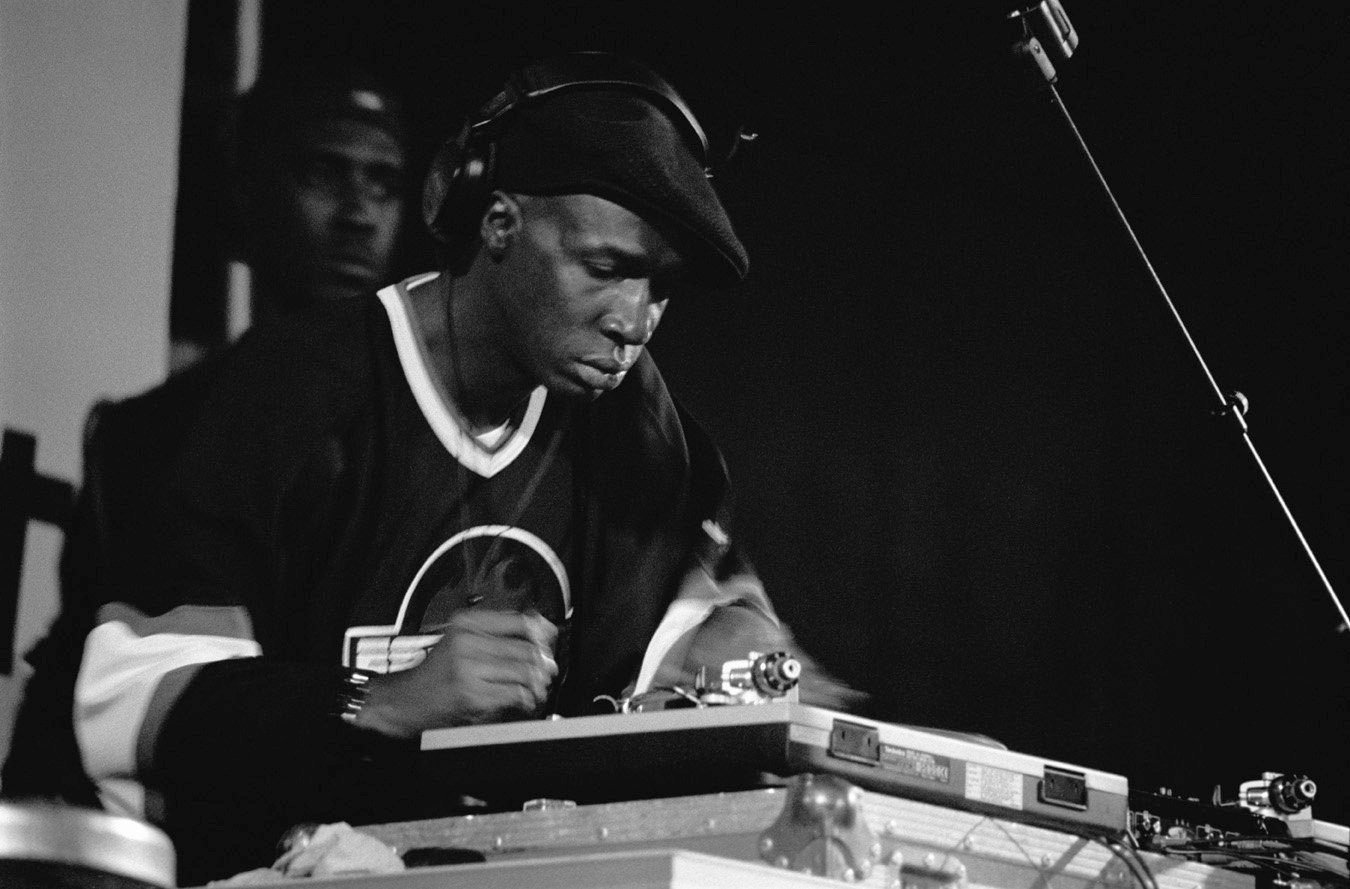
Flash achter de draaitafels.

## Discografie
| Album met eventuele hitnotering(en) in de Nederlandse Album Top 100 | Datum van verschijnen | Datum van binnenkomst | Hoogste positie | Aantal weken | Opmerkingen |
| ------------------------------------------------------------------- | --------------------- | --------------------- | --------------- | ------------ | ----------- |
| The Message                                                         | 1982                  |                       |                 |              |             |
| Greatest Messages                                                   | 1984                  |                       |                 |              |             |
| They Said It Couldn't Be Done                                       | 1985                  |                       |                 |              |             |
| The Source                                                          | 1986                  |                       |                 |              |             |
| Ba-Dop-Boom-Bang                                                    | 1987                  |                       |                 |              |             |
| On the Strength                                                     | 1988                  |                       |                 |              |             |
| Salsoul Jam 2000                                                    | 1997                  |                       |                 |              |             |
| The Official Adventures Of Grandmaster Flash                        | 2002                  |                       |                 |              |             |
| Essential Mix: Classic Edition                                      | 2002                  |                       |                 |              |             |
| Mixing Bullets and Firing Joints                                    | 2005                  |                       |                 |              |             |
| Safety First/Watch Yourself                                         | 2007                  |                       |                 |              |             |
| The Bridge                                                          | 2009                  |                       |                 |              |             |

## Prijzen
| Jaar | Prijs                      | Categorie                                                                         |
| ---- | -------------------------- | --------------------------------------------------------------------------------- |
| 2006 | BET Hip Hop Awards         | I Am Hip Hop Icon prijs                                                           |
| 2007 | Rock and Roll Hall of Fame | Ingewijde                                                                         |
| 2009 | Urban Music Awards         | Levenslange Prestatieprijs                                                        |
| 2011 | Grammy Award               | Hall of Fame met de single "The Message" van Grandmaster Flash & The Furious Five |